# Камило, Франсиско
Франсиско Камило (1615, Санторкас, Мадрид — 1673, там же) — испанский художник эпохи барокко.

## Биография

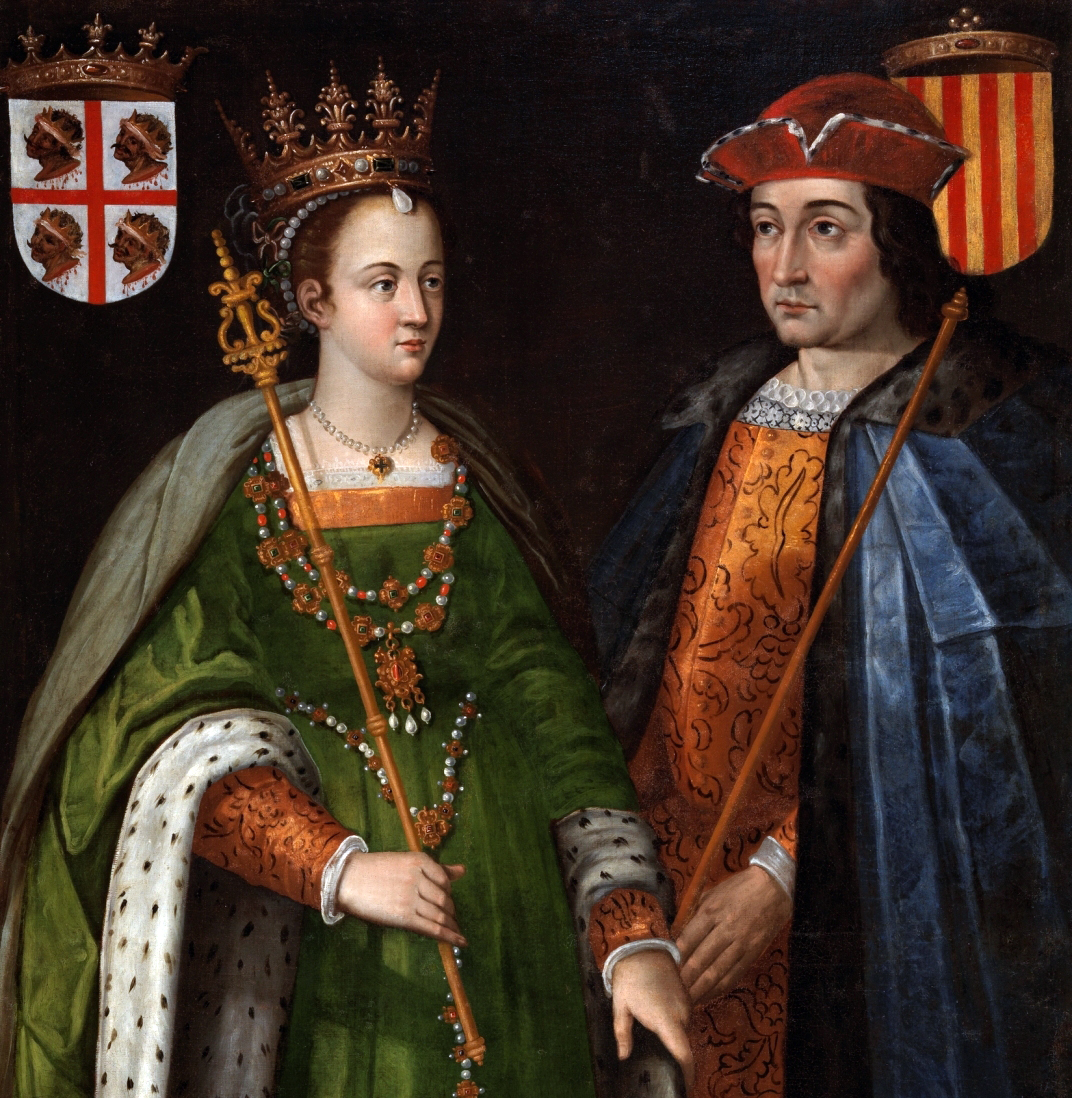
Петронила Арагонская и Рамон Беренгер IV. Портрет 1634 года из музея Прадо.

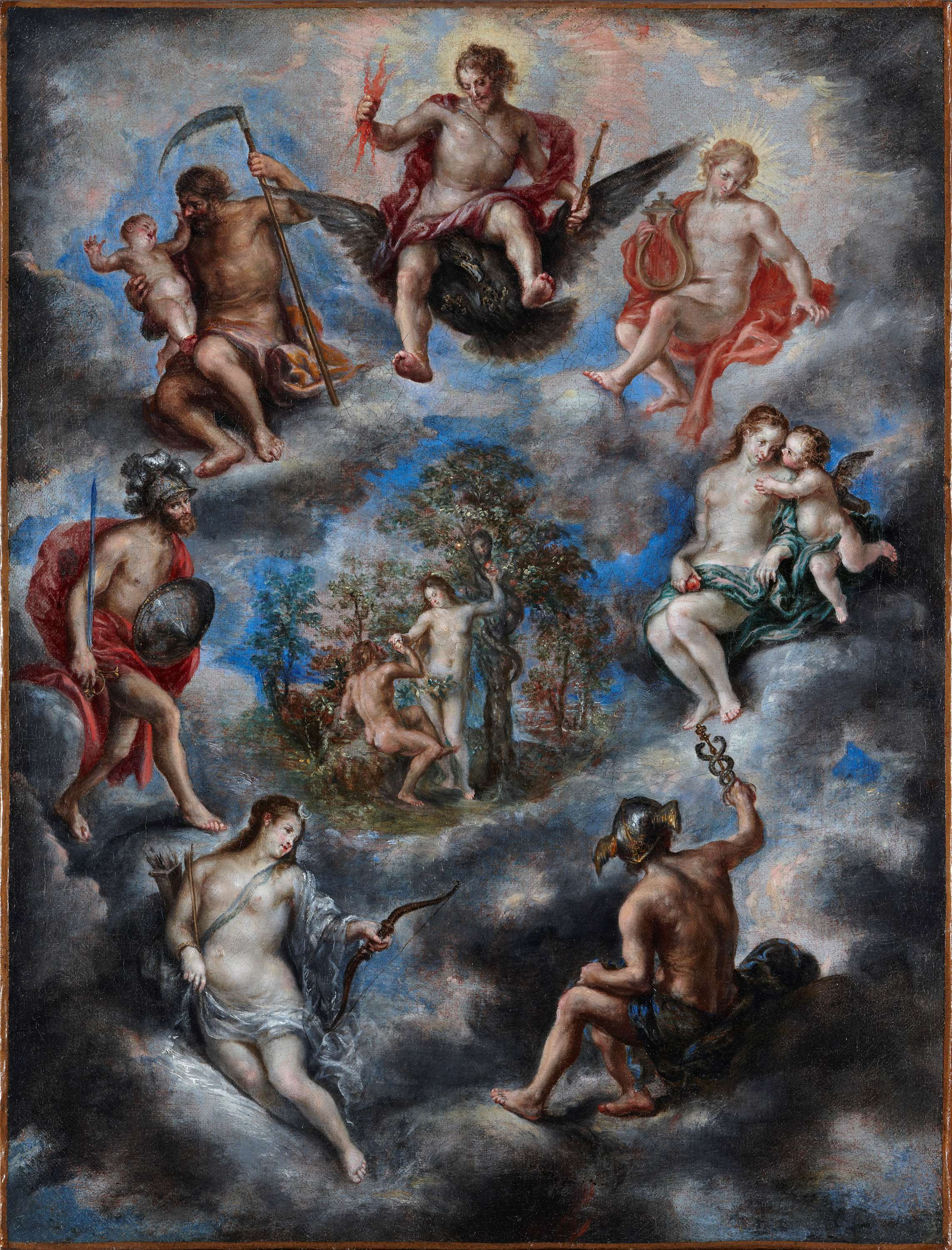
Аллегория планет. 1641/1643

Итальянец по происхождению, родился и вырос в Мадриде. После смерти отца, его мать вышла замуж второй раз за художника Педро де лас Куэваса, с которым молодой Франсиско изучал искусство живописи.
Выполнял работы для церквей и монастырей Мадрида, Толедо, Сеговии, Алькала-де-Энареса. В Мадриде Ф. Камило работал в разных монастырях, таких как Сан-Фелипе-эль-Реаль, в церкви Сан-Хуан де Диос. Выполнил несколько работ для монастыря Эль Паулар, в настоящее время в музее Прадо.
Был привлечен фаворитом испанского короля Филиппа IV герцогом Гаспаром де Гусманом Оливаресом для создания серии портретов королей Испании в Буэн-Ретиро.
Работал при королевском дворе, автор многих картин на религиозные сюжеты, а также портретов.
Стилистически тяготел к постулатам итальянского искусства и имел тенденцию создавать сложные композиции из групп фигур, располагаемых в больших пространствах, для чего использовал большие форматы полотен. Его полотна характеризуются сентиментальным благочестием, драматическим напряжением и богатой гаммой цветов.
Сотрудничал с художником Хуаном де Арельяно (1614—1676), рисовавшим цветочных композиций для его картин.

## Избранные картины

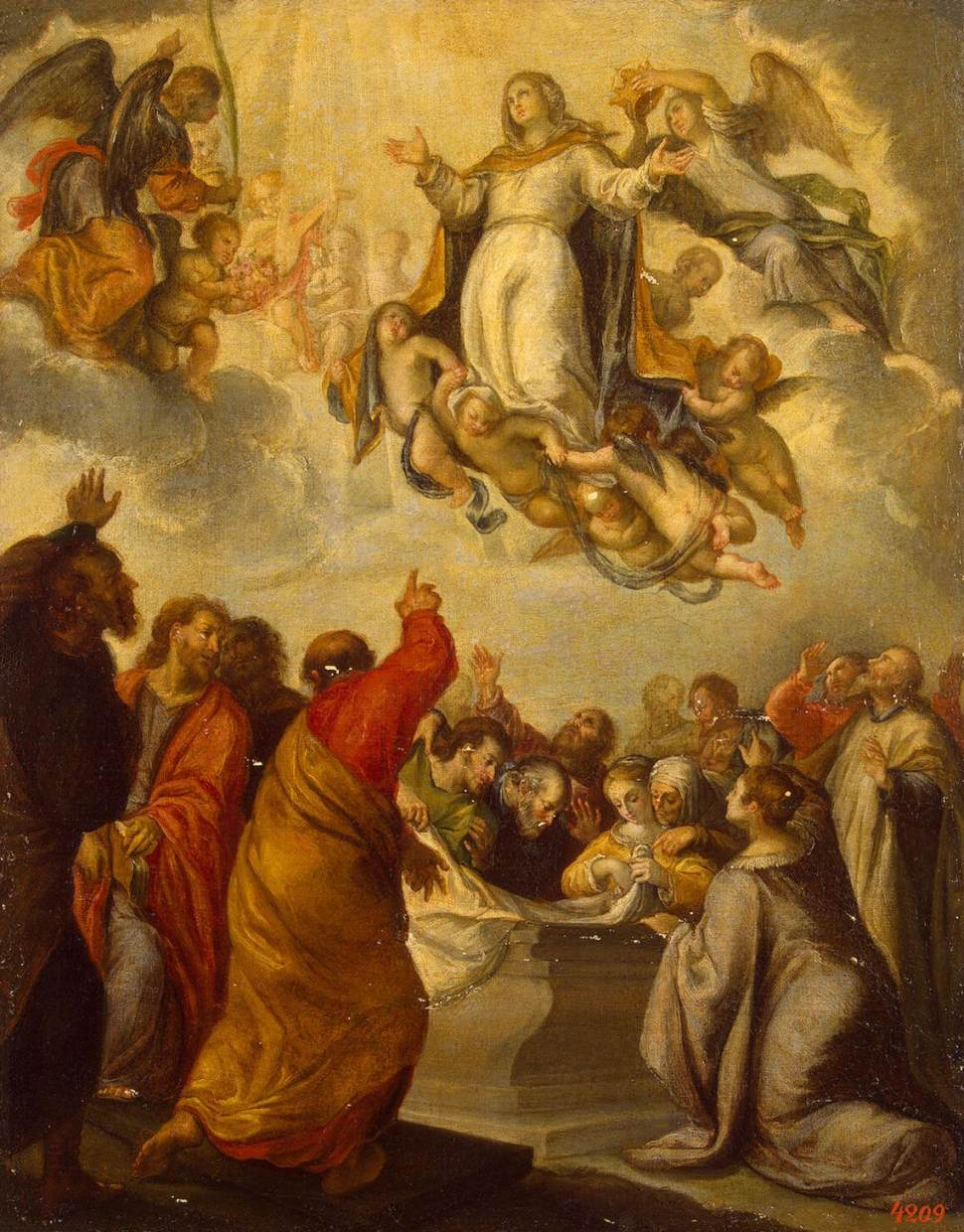
Успение Богородицы. 1666. Эрмитаж
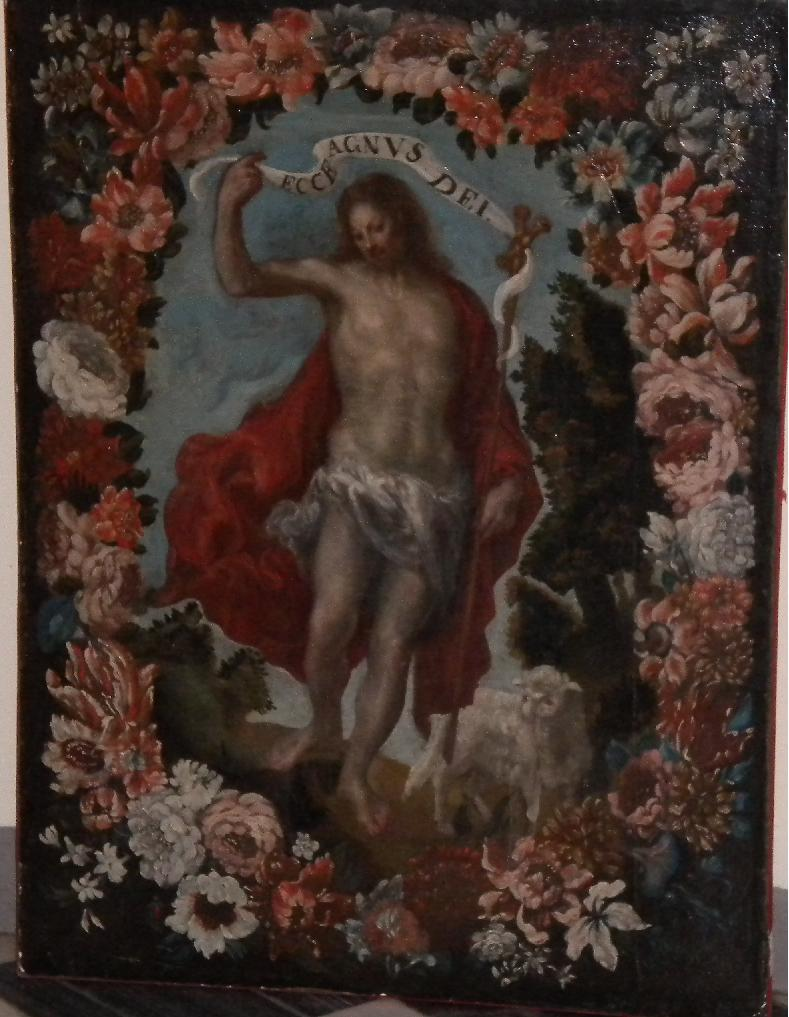
Сан Хуан Батиста / Иоанн Креститель
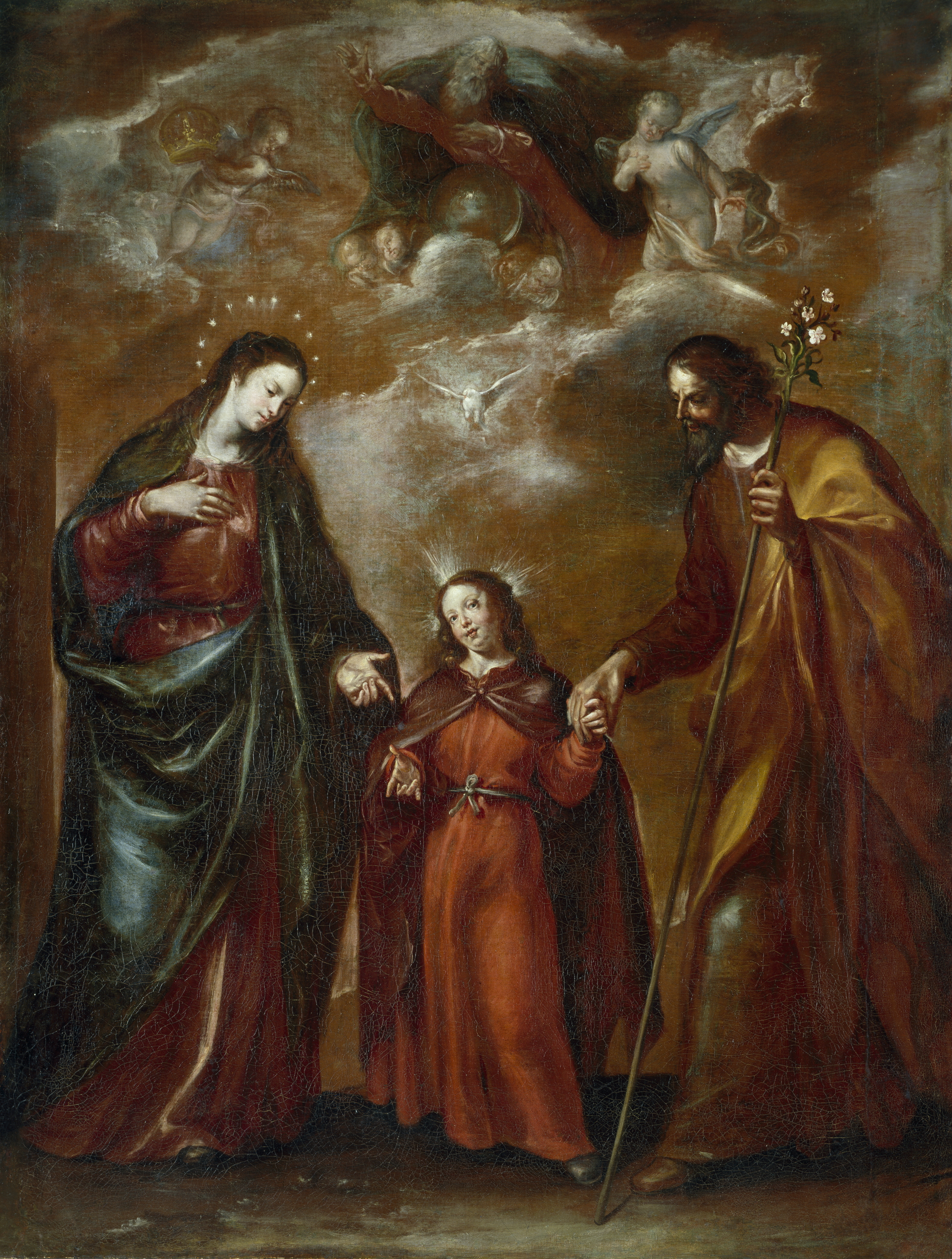
Святое семейство. Музей Прадо
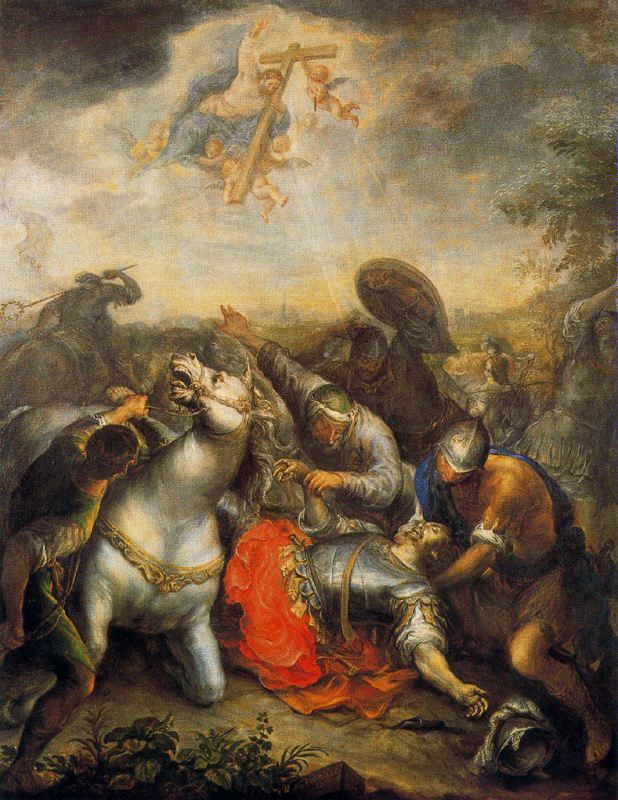
Преобразование Апостола Павла. Музей Сеговии